# إيفان هاشيك
إيفان هاسيك (بالتشيكية: Ivan Hašek)‏ (ولد في 6 سبتمبر 1963 في كرالوفي) هو لاعب كرة قدم سابق من جمهورية التشيك لاعب خط وسط. درب أندية عديدة من بينها سبارتا براغ وسانت إتيان والهلال السعودي كما درب منتخبات التشيك والإمارات وقطر ولبنان.

## كمدرب
سبارتا براغ
- درب نادي سبارتا براغ التشيكي وحقق معه الدوري التشيكي الممتاز 1999-2000، 2000-2001، 2001-2002، 2002-2003.

الأهلي الإماراتي
- درب نادي الأهلي الإماراتي وحقق معه دوري المحترفين الإماراتي 2008-2009، وأيضا كأس سوبر الإماراتي 2008-2009.

الهلال السعودي
- وأخيراً مدرب نادي الهلال السعودي حقق معه كأس ولي العهد السعودي 2011-2012.

الفجيرة الإماراتي
- درب لنادي الفجيرة الإماراتي 2014-2015

الإمارات الإماراتي
- مدرب نادي الإمارات الإماراتي 2016/2017

## الشخصية
ايفان هاسيك محامي، وابنه بافل صاحب الـ28 ربيعاً لاعب كرة قدم يلعب في نادي إف كاي دوكلا براغ (FK Dukla Prague) التشيكي بمركز الوسط.

## وصلات خارجية
- RC Strasbourg archives (بالفرنسية)
- قالب:CMFS player
- إيفان هيسك على موقع الاتحاد الدولي (مؤرشف)  (الإنجليزية)
- إيفان هيسك على موقع الاتحاد الأوربي (الإنجليزية)
- إيفان هيسك على موقع الاتحاد التشيكي (الإنجليزية)
- إيفان هيسك على موقع رابطة كرة القدم اليابانية للمحترفين (اليابانية)
- إيفان هيسك على موقع قاعدة بيانات كرة القدم.إي يو (الإنجليزية)
- إيفان هيسك على موقع ناشيونال فوتبول تيمز (الإنجليزية)
- إيفان هيسك على موقع Soccerway.com (الإنجليزية)
- إيفان هيسك على موقع عالم كرة القدم.نت (الإنجليزية)